# Liam Burt
Liam Burt (* 1. Februar 1999 in Glasgow) ist ein schottischer Fußballspieler.

## Karriere

### Verein
Liam Burt, der in der schottischen Metropole Glasgow geboren wurde, begann seine Karriere in der Youth Academy von Celtic Glasgow. In dieser spielte er bis zum 1. Juli 2014, bevor er zum Erzrivalen, den Glasgow Rangers, wechselte. Burt galt bei Celtic als eines der größten jungen Talente in dieser Zeit. Am 1. März 2016 gab Burt unter Teammanager Mark Warburton sein Profidebüt für die Rangers gegen die Raith Rovers, als er für Jason Holt eingewechselt wurde. Bis zum Saisonende 2015/16 kam er ein weiteres Mal in der Partie gegen Alloa Athletic im April 2016 zum Einsatz. In der folgenden Zeit konnte er sich bei den Rangers jedoch nicht durchsetzen und wurde ab dem Frühjahr 2018 zweimal in die zweite schottische Liga ausgeliehen: zunächst bis zum Sommer 2018 an den FC Dumbarton und anschließend bis Anfang Januar 2019 an Alloa Athletic.
Im Sommer 2019 verließ er die Rangers und kehrte zum Stadtrivalen Celtic zurück, wo er daraufhin jedoch nur in der Reservemannschaft zum Einsatz kam. Sein Vertrag wurde im Sommer 2020 wieder aufgelöst. Nach mehrmonatiger Vereinslosigkeit verpflichtete ihn im Februar 2021 der irische Erstligist Bohemians Dublin, bei dem sich Burt in der Folge als Stammspieler durchsetzen konnte. Nach zwei Saisons mit 74 Pflichtspielen und 17 Treffern ging er dann weiter zu den Shamrock Rovers. Dort gewann Burt zwar die nationale Meisterschaft, traf dabei aber nur ein Mal in 16 Ligapartien. So verlieh in der Verein Anfang 2024 weiter an den Ligarivalen Shelbourne FC.

### Nationalmannschaft
Liam Burt absolvierte von 2013 bis 2018 insgesamt 27 Partien für diverse schottischen Jugendnationalmannschaften und erzielte dabei einen Treffer. Mit der U-17-Auswahl nahm er 2015 und 2016 an der Europameisterschaft dieser Altersklasse teil. Beim Turnier 2016 führte Burt die Mannschaft sogar als Kapitän auf das Feld, schied jedoch wie das Jahr davor bereits in der Vorrunde aus.

## Erfolge
- Irischer Meister: 2023